# Mnioes
Mnioes es un género de avispas de la familia Ichneumonidae. 

## Especies
Hasta el 2020 se conocía 17 especies de acuerdo a Catalogue of Life. El 25 de septiembre de 2020 se registraron 10 nuevas especies a partir de un artículo en la revista Zootaxa.
- Mnioes albispina
- Mnioes alonsorum
- Mnioes arves
- Mnioes attenboroughi
- Mnioes bores
- Mnioes cerves
- Mnioes erythropoda
- Mnioes flomes
- Mnioes garnes
- Mnioes hiles
- Mnioes huk
- Mnioes iskay
- Mnioes jucundus
- Mnioes kebes
- Mnioes kinsa
- Mnioes leucozona
- Mnioes lunatus
- Mnioes mores
- Mnioes nalbes
- Mnioes orbitalis
- Mnioes pisqa
- Mnioes poncei
- Mnioes pusaq
- Mnioes qanchis
- Mnioes soqta
- Mnioes tawa
- Mnioes teves